# シマノ・2200

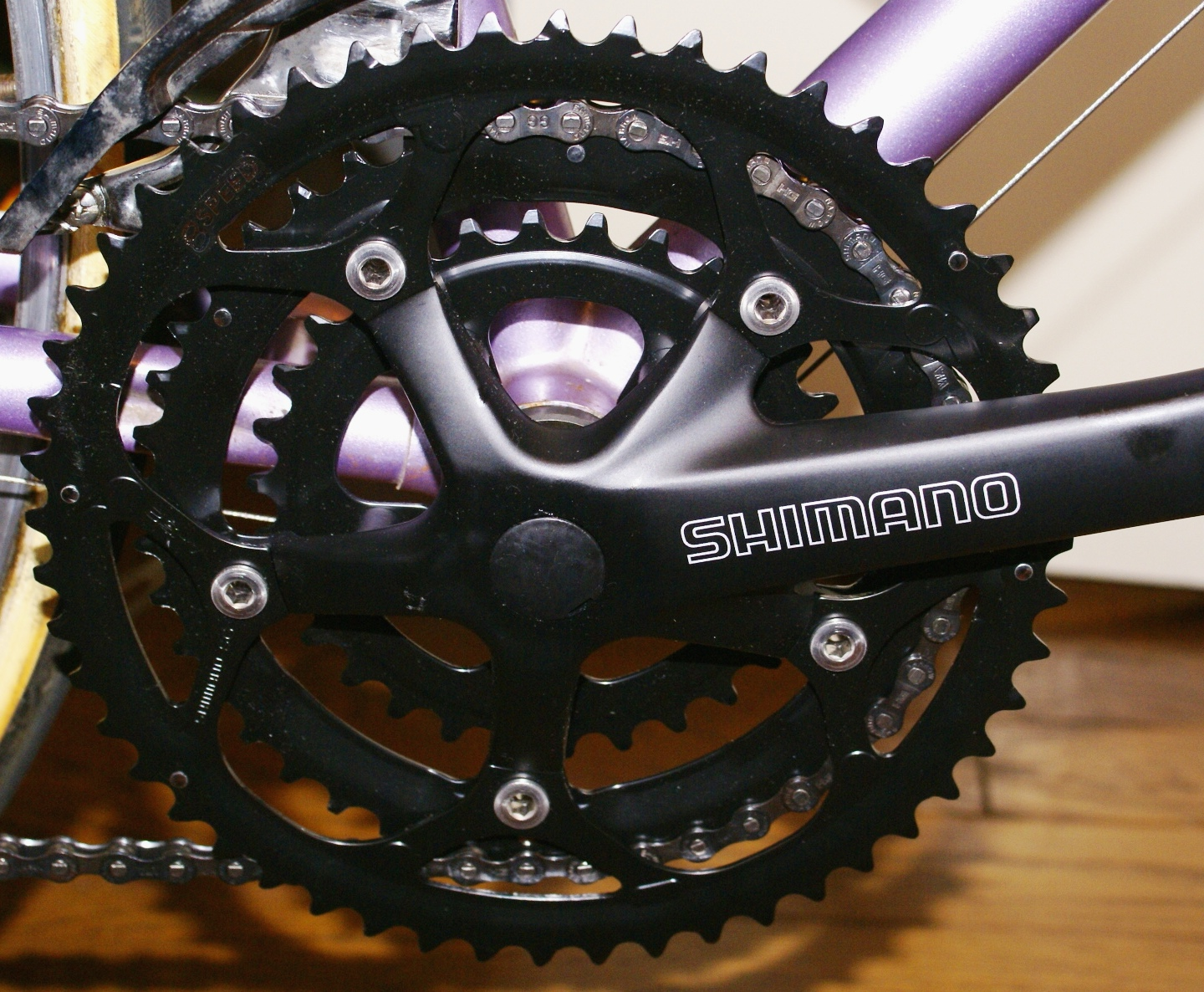
2200のトリプルクランクセット

2200は、シマノが作る自転車用コンポーネント。

## 概要
シマノでは自転車用パーツにグレードを設けて販売しているが、ロードバイク用としてデュラエース7000番台、アルテグラ6000番台、1055000番台、ティアグラ4000番台、SORA3000番台とグレードが設けられている中でも最も下位のグレードである（単体売りをしない完成車専用コンポーネントとしては、さらに下位にA050が用意されている）。その後シマノ・2300、シマノ・クラリスに発展した。
8段変速であり、shimanoは公的には9段または10段変速である上位モデルとは互換性は無いとしているが、実際には9段もしくは10段変速用のスプロケット、コントローラーとチェーンがあれば使うことはできる。
なお、スプロケット（歯車）やブレーキは同コンポーネントの中には含まれない。そのため他グレード（と言っても、SORA以外に8段変速の上位モデルが存在しないわけであるが）、あるいは他社のパーツと組み合わせる必要がある。
完成車では定価5～7万円のものに取り付けられて販売されていることが多い。このパーツがついている完成車はレース用というよりは街乗り用のコンフォートモデルと位置づけられていることが多い。とはいえ上級モデルより重量があるもののレースに使えないわけではない。
品番はその名の通り2200番台である。
2012年現在後継のシマノ 2300が発売されているものの、2200も一部のみ販売されている。